# 비 케어플 위드 마이 하트
《비 케어플 위드 마이 하트》(영어: Be Careful With My Heart)는 2012년부터 2014년까지 방영된 필리핀의 드라마이다.